# Комацу Акихито
Комацу Акихито (小松宮彰仁親王 Komatsu-no-miya Akihito shinnō, Кјото, 11. фебруар 1846 – Токио, 18. фебруар 1903), био је јапански политичар и војсковођа. Био је члан царске породице а остао је највише запамћен као заповедник у јапанској војсци.

## Биографија
Принц Акихито рођен је као принц Јошиаки, седми син принца Фушимија. Године 1858, цар Нинко га је усвојио као свог потенцијалног престолонаследника. Како је у време његове младости Јапан још увек био под Токугава шогунатом, принц Акихито је послан у будистички манастир али се одатле враћа 1867. године када започиње Меиџи обнова. Током Бошин рата, принц Акихито стаје на челу про-царских кланова чињећи их званичном царском војском, водећи их кроз борбе све до коначне победе. У истом периоду је изабран као потенцијални супруг принцезе Ка`илуани са Хаваја како би се ојачале везе између ове две државе али ти планови никад нису били реализовани. Акихито се венчао са женом Јорико Арико 6. новембра 1869. године а у истом периоду од цара Меиџија добија титулу "комацу но мија".
У периоду од 1870. до 1872. принц борави у Британији, где учи војну тактику. У своје време се сматрао изванредним бојним тактичарем а током Меиџи периода је у неколико наврата гушио побуне локалних самураја, што му је донело бројна одликовања и успон у војној хијерархији.
Године 1882, званично мења име своје породице у Комацу но мија, а своје име у Акихито па тако постаје принц Комацу но мија Акихито.
Године 1890, постао је генерал и заповедник царске страже, у Првом кинеско-јапанском рату именован је заповедником а касније постаје и члан Врховног војног савета. Након смрти свог ујака, принца Тарухита, 1895. године, принц Акихито је постаје врховни заповедник генералштаба па добија почасну титулу фелдмаршала.
Осим као војни службеник, принц Акихито је служио и као дипломата у влади цара Меиџија. По наредби цара, принц Акихито је, између осталог посетио Енглеску, Француску, Немачку и Русију. Године 1887, послан је у Истанбул, како би успоставио односе између Јапана и Османлијског царства, где га је примио султан Абдул Хамид II. Године 1901,, заједно са принцезом Јорико поново посећује Уједињено Краљевство као службени делегат на крунисању Едварда VII.
Преминуо је 18. фебруара 1903. не оставивши за собом наследнике. То је довело до тога да титула Коматсу-но-мија пређе на његовог млађег брата, принца Јорихита Хигашифушимија. Породица је касније стекла титулу маркиза.